# Polittico di san Luca
Il Polittico di San Luca è un'opera tempera su tavola (177x230 cm) realizzata da Andrea Mantegna tra il 1453 e il 1454 e conservata nella Pinacoteca di Brera a Milano.

## Storia
Il polittico venne commissionato dai monaci benedettini dell'abbazia di Santa Giustina a Padova per la cappella di San Luca della chiesa, nell'agosto del 1453, dall'abate Mauro, al secolo Sigismondo de' Folperti da Pavia.
L'opera fu completata entro la fine del 1454, mentre l'artista era contemporaneamente impegnato agli affreschi della cappella Ovetari nella chiesa degli Eremitani. La pala è firmata in caratteri romani sulla colonna che regge il leggio di san Luca al centro (OPVS / ANDREAE MANTEGNA).
La pala rimase in loco fino al 1797, quando con le soppressioni napoleoniche venne destinata all'Accademia di Milano, dove arrivò nel 1811.

## Descrizione e stile

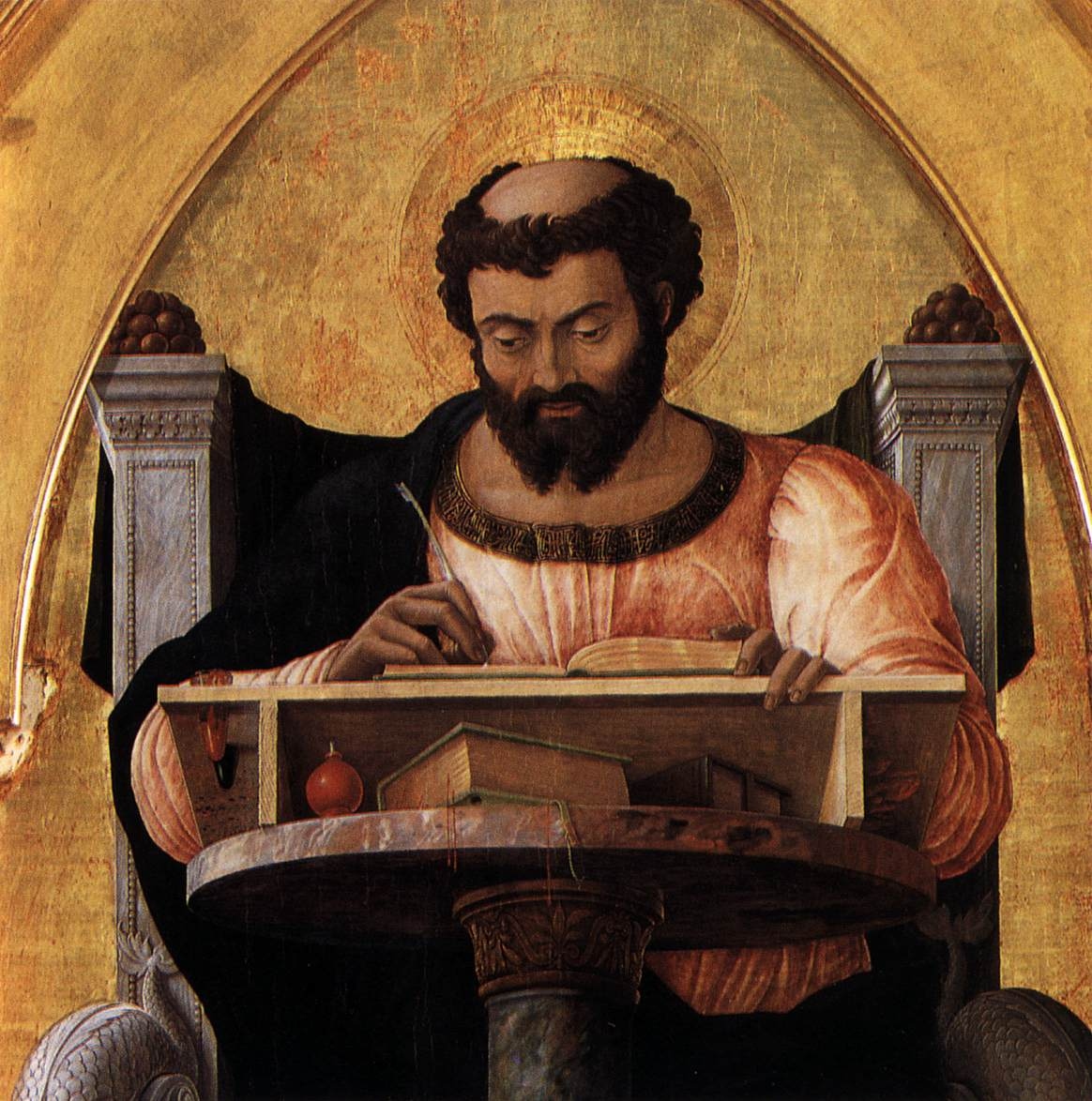
San Luca allo scrittoio, dettaglio

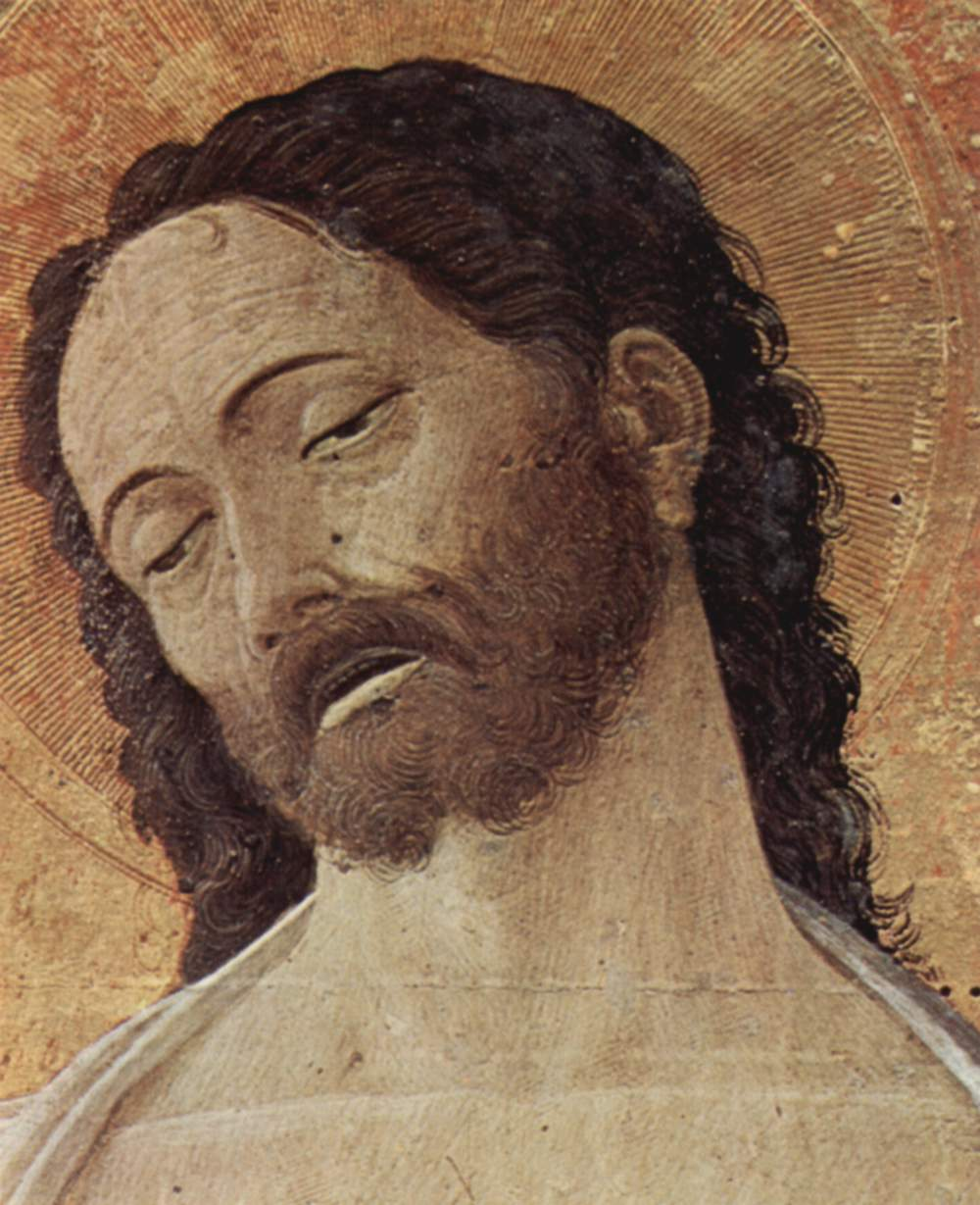
Volto del Cristo, dettaglio

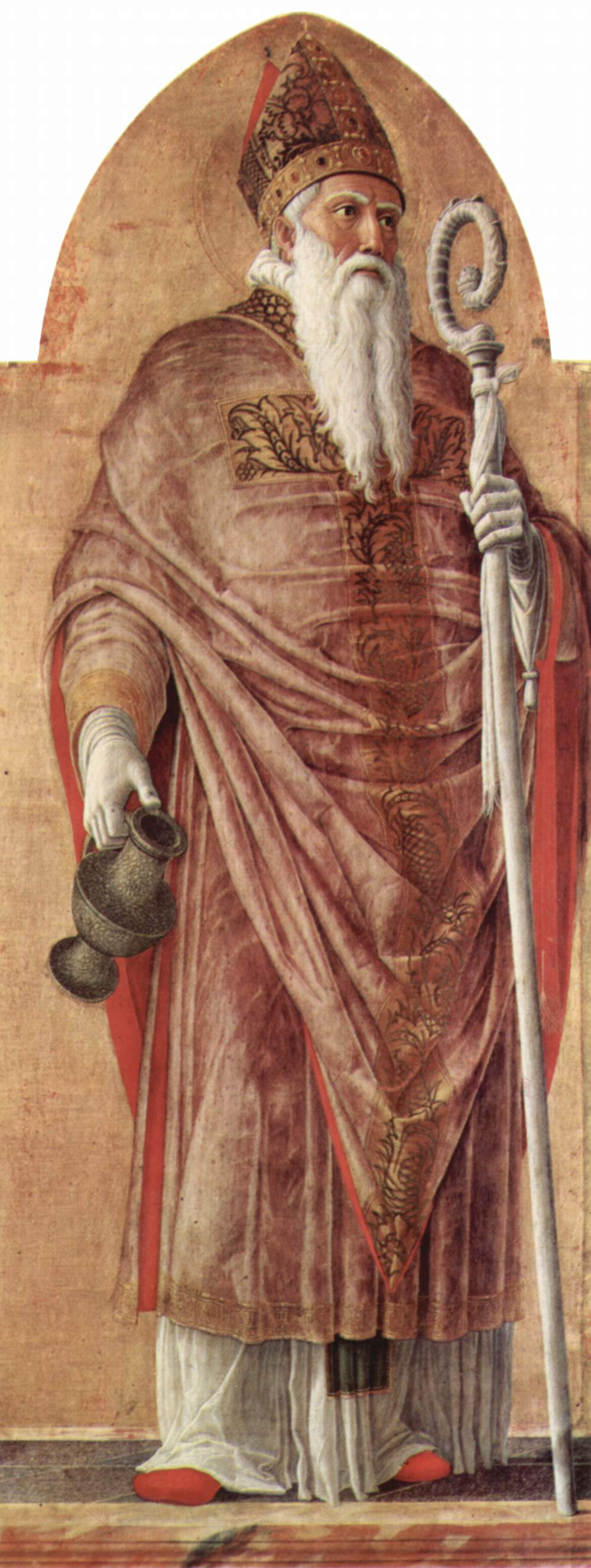
San Prosdocimo

### Impaginazione generale
Il polittico è composto da dodici scomparti organizzati su due registri. Perduta è la cornice lignea originale che, come nella Pala di San Zeno, doveva essere stata disegnata dall'artista stesso e doveva raccordare unitariamente i vari pannelli. I documenti parlando della sua realizzazione da parte di maestro Guglielmo, con rifiniture pittoriche in oro e blu d'Alemagna, queste ultime pagate a un tale maestro Guzon nel 1455.
Nella pala si trovano fusi elementi arcaici, come il fondo oro e le diverse proporzioni tra le figure, ed elementi innovativi come l'unificazione spaziale prospettica nel gradino in marmi policromi che fa da base ai santi del registro inferiore e la veduta scorciata dal basso dei personaggi del registro superiore, estremamente solidi e monumentali, che con la cornice originale dovevano dare l'idea di affacciarsi da una loggia ad arcate, posta in alto rispetto al punto di vista dello spettatore. Le figure hanno contorni nitidi, evidenziati dalla brillantezza quasi metallica dei colori.
La scelta dei santi è strettamente legata alla storia dell'ordine benedettino e a quella dell'abbazia, in particolare alle leggende sul culto delle reliquie presenti fin dalle origini nel monastero. Essi, a parte Benedetto, fondatore dei benedettini, si trovano tutti citati in una miscellanea quattrocentesca di manoscritti della biblioteca dell'abbazia, copia di un più antico testo del XII secolo, intitolata Passio beatae Iustinae virginis, vita sancti Prosdocimi, legende sanctorum monasterii Sanctae Iustinae. Vi si trovano infatti capitoli dedicati al sermone di san Girolamo su san Luca e alla storie del rinvenimento delle reliquie dei santi Massimo, Giustina, Luca e altri.

### Fascia inferiore
Nella fascia inferiore, la figura centrale è quella di san Luca evangelista (140x67 cm), seduto su uno scranno marmoreo che sembra un trono (con delfini scolpiti sui braccioli, marmi policromi, megalioni, ecc.) e concentrato nella scrittura del Vangelo, che è appoggiato su un piano inclinato ligneo a sua volta retto da un tavolo marmoreo circolare su un'alta colonnina. Tra il piano dello scrittoio e la base marmorea si trova una natura morta con due libri, una lucerna rossa e due calamai infilati in due buchi nel legno, contenenti inchiostro rosso e nero. Evidente è anche qui lo scorcio dal basso verso l'alto e curatissima è la raffigurazione dei marmi policromi, derivata dall'esempio del maestro di Mantegna, Francesco Squarcione. La scelta di raffigurare Luca come un amanuense, con un'estrema cura nella descrizione degli strumenti del mestiere, è legata senz'altro anche alla presenza di un importante scriptorium in Santa Giustina.
Da sinistra verso destra si riconoscono santa Felicita; san Prosdocimo, in abiti vescovili, con il pastorale e la brocca, simbolo del Battesimo; san Benedetto da Norcia, in abito scuro, con il libro della Regola e un fascio di verghe, che indicano le norme della Regola; santa Giustina, con la palma del martirio e un pugnale nel cuore, variazione della spada che la decapitò. Santa Scolastica era sorella di san Benedetto, mentre santa Giustina venne battezzata da san Prosdocimo: la loro disposizione crea una preziosa alternanza cromatica tra gli abiti neri dei religiosi regolari e gli abiti chiari e rosati dei due protettori di Padova. Ciascuna di queste tavole laterali misura 118x42 cm.

### Fascia superiore
Nella fascia superiore, al centro la Pietà  (51x30 cm) con Maria e san Giovanni (70x19 cm ciascuno), dove si nota la lezione dei rilievi dell'altare del Santo di Donatello (come quello del Cristo morto), anche se Mantegna non raggiunge la drammaticità profondamente umana dello scultore fiorentino: le ferite di Cristo infatti non sembrano scalfire il suo corpo quasi pietrificato e la sua sofferenza viene esaltata solo in virtù dei gesti delle due figure dolenti di Giovanni e Maria ai lati.
La Pietà è affiancata da quattro santi: da sinistra, san Daniele diacono, patrono di Padova, san Girolamo, con il manto rosso di cardinale e una pietra in mano, con cui si percuoteva il petto in segno di penitenza; sant'Agostino o san Massimo vescovo di Padova, con mitria e pastorale di vescovo e san Sebastiano, in veste di soldato, con la spada e la palma del martirio, talvolta erroneamente indicato come san Giuliano l'ospitaliere (che porta pure la spada, ma non fu martirizzato). Ciascuna di queste tavole misura 69x40 cm.